# امامزاده علی بن جعفر (سمنان)
امامزاده علی بن جعفر  مربوط به دوره صفوی - دوره قاجار است و در سمنان، باغ فیض واقع شده و این اثر در تاریخ ۸ خرداد ۱۳۷۸ با شمارهٔ ثبت ۲۳۳۹ به‌عنوان یکی از آثار ملی ایران به ثبت رسیده است.

## اختلاف در محل دفن امامزاده
بنا به اعتقاد علماء نسب‌شناس و مورخین اسلامی مدفن امامزاده علی بن جعفر معلوم و مسلم نیست و سه مزار به ایشان منسوب است:

1. سمنان: به گفته محمدصالح حائری مازندرانی، علی بن جعفر بعد از رفتن به قم، به قصد زیارت علی بن موسی الرضا عازم خراسان شد که در سمنان مبتلا به مرض سختی گردید و درگذشت.
2. قم: محمدباقر مجلسی در شرح کتاب «من لایحضره الفقیه» تصریح کرده‌است که قبر علی بن جعفر در قم مشهور است و شنیدم که اهل کوفه از او خواهش کردند که به کوفه بیاید، او از مدینه به کوفه هجرت کرد و اهل کوفه را به مسائل دینی و نقل روایات راهنمایی و به آن‌ها حدیث می‌آموخت و پس از آن، مردم قم از او تقاضا نمودند که به قم بیاید. او خواهش آنان را پذیرفت و به قم رفت و در آنجا بود تا که در سال ۲۵۲ هـ. ق درگذشت.
3. عریض: که یک کیلومتری مدینه واقع است و به‌ عقیده عباس فیض در کتاب (انجم فروزان)، مدفن علی بن جعفر در عریض بوده که تاریخ مرگش هم با خط کوفی بسیار قدیمی بر سنگ مزارش کنده و نوشته شده‌است.[۲]